# Dicistrovírids
Dicistroviridae és una família de virus del tipus virus d'ARN monocatenari + que infecta insectes. Entre aquests insectes afectats hi ha els pugons, ortòpters, dípters, abelles, formigues, cuc de seda.
Malgrat que molts dicistrovirus es van ubicar inicialment dins la família Picornaviridae ara ho estan dins la seva pròpia família. El nom (Dicistro) deriva de la disposició del genoma que és di-cistrònica.

## Algunes espècies importants
- Aphid lethal paralysis virus (paralització letal dels àfids)
- Black queen cell virus – virus de la reina de les abelles a occident
- Bombyx mori infectious flacherie virus (BmIFV) – un virus del cuc de seda
- Drosophila C virus Virus de la Drosophila (model biològic)